# Villahermosa, Tabasco
Villahermosa (tên trước đây: San Juan Bautista) là một thành phố ở đông nam Mexico, thủ phủ của bang Tabasco. Thành phố này nằm bên bờ sông Grijalva. Cộng đồng dân cư này được thành lập cuối thế kỷ 16 và đã phát triển thành một trung tâm công nghiệp thương mại. Thành phố này có Đại học tự trị Juárez Tabasco (thành lập năm 1958); các bảo tàng: Tabasco, La Venta, một bảo tàng lộ thiên trưng bày các cổ vật từ khu khai quật khảo cổ La Venta. Tên gọi thành phố hiện nay được đặt năm 1915.

## Khí hậu
| Dữ liệu khí hậu của Villahermosa         | Dữ liệu khí hậu của Villahermosa | Dữ liệu khí hậu của Villahermosa | Dữ liệu khí hậu của Villahermosa | Dữ liệu khí hậu của Villahermosa | Dữ liệu khí hậu của Villahermosa | Dữ liệu khí hậu của Villahermosa | Dữ liệu khí hậu của Villahermosa | Dữ liệu khí hậu của Villahermosa | Dữ liệu khí hậu của Villahermosa | Dữ liệu khí hậu của Villahermosa | Dữ liệu khí hậu của Villahermosa | Dữ liệu khí hậu của Villahermosa | Dữ liệu khí hậu của Villahermosa |
| Tháng                                    | 1                                | 2                                | 3                                | 4                                | 5                                | 6                                | 7                                | 8                                | 9                                | 10                               | 11                               | 12                               | Năm                              |
| ---------------------------------------- | -------------------------------- | -------------------------------- | -------------------------------- | -------------------------------- | -------------------------------- | -------------------------------- | -------------------------------- | -------------------------------- | -------------------------------- | -------------------------------- | -------------------------------- | -------------------------------- | -------------------------------- |
| Cao kỉ lục °C (°F)                       | 38.0 (100.4)                     | 38.0 (100.4)                     | 41.5 (106.7)                     | 43.1 (109.6)                     | 43.5 (110.3)                     | 41.7 (107.1)                     | 40.0 (104.0)                     | 40.0 (104.0)                     | 38.5 (101.3)                     | 37.5 (99.5)                      | 38.0 (100.4)                     | 35.5 (95.9)                      | 43.5 (110.3)                     |
| Trung bình ngày tối đa °C (°F)           | 27.9 (82.2)                      | 29.2 (84.6)                      | 31.9 (89.4)                      | 33.9 (93.0)                      | 35.1 (95.2)                      | 34.4 (93.9)                      | 33.9 (93.0)                      | 34.0 (93.2)                      | 33.0 (91.4)                      | 31.2 (88.2)                      | 29.8 (85.6)                      | 28.3 (82.9)                      | 31.9 (89.4)                      |
| Trung bình ngày °C (°F)                  | 23.6 (74.5)                      | 24.5 (76.1)                      | 26.6 (79.9)                      | 28.5 (83.3)                      | 29.6 (85.3)                      | 29.3 (84.7)                      | 28.9 (84.0)                      | 28.9 (84.0)                      | 28.4 (83.1)                      | 27.1 (80.8)                      | 25.7 (78.3)                      | 24.1 (75.4)                      | 27.1 (80.8)                      |
| Tối thiểu trung bình ngày °C (°F)        | 19.3 (66.7)                      | 19.7 (67.5)                      | 21.3 (70.3)                      | 23.1 (73.6)                      | 24.2 (75.6)                      | 24.2 (75.6)                      | 23.8 (74.8)                      | 23.8 (74.8)                      | 23.8 (74.8)                      | 23.0 (73.4)                      | 21.5 (70.7)                      | 19.9 (67.8)                      | 22.3 (72.1)                      |
| Thấp kỉ lục °C (°F)                      | 10.5 (50.9)                      | 12.4 (54.3)                      | 13.0 (55.4)                      | 15.0 (59.0)                      | 13.0 (55.4)                      | 19.0 (66.2)                      | 20.0 (68.0)                      | 20.0 (68.0)                      | 19.5 (67.1)                      | 17.0 (62.6)                      | 14.0 (57.2)                      | 10.9 (51.6)                      | 10.5 (50.9)                      |
| Lượng mưa trung bình mm (inches)         | 125.6 (4.94)                     | 79.0 (3.11)                      | 50.1 (1.97)                      | 44.6 (1.76)                      | 95.9 (3.78)                      | 208.5 (8.21)                     | 178.9 (7.04)                     | 216.8 (8.54)                     | 328.2 (12.92)                    | 299.9 (11.81)                    | 187.2 (7.37)                     | 145.0 (5.71)                     | 1.959,7 (77.15)                  |
| Số ngày mưa trung bình (≥ 0.1 mm)        | 11.1                             | 8.5                              | 5.8                              | 4.2                              | 5.9                              | 13.9                             | 14.5                             | 15.7                             | 18.3                             | 16.2                             | 11.3                             | 11.0                             | 136.4                            |
| Độ ẩm tương đối trung bình (%)           | 76                               | 75                               | 73                               | 73                               | 71                               | 72                               | 72                               | 75                               | 77                               | 79                               | 81                               | 81                               | 75                               |
| Số giờ nắng trung bình tháng             | 168                              | 185                              | 252                              | 215                              | 278                              | 217                              | 252                              | 245                              | 167                              | 150                              | 170                              | 144                              | 2.443                            |
| Nguồn 1: Servicio Meteorológico National |                                  |                                  |                                  |                                  |                                  |                                  |                                  |                                  |                                  |                                  |                                  |                                  |                                  |
| Nguồn 2: Deutscher Wetterdienst          |                                  |                                  |                                  |                                  |                                  |                                  |                                  |                                  |                                  |                                  |                                  |                                  |                                  |